# Raluca Turcan
Raluca Turcan (născută Tătărcan; n. 2 aprilie 1976, Botoșani, România) este un politician român (PNL), deputat de Sibiu în Parlamentul României, ministru al culturii din România.
Din 14 noiembrie 2019 până în 23 decembrie 2020, Raluca Turcan a fost vicepremier al ambelor guverne Ludovic Orban și al guvernului Florin Cîțu.
A fost de asemenea Ministrul muncii și protecției sociale în perioada 23 decembrie 2020 - 25 noiembrie 2021 în guvernul Florin Cîțu.

## Biografie

### Viață timpurie și studii
Raluca Turcan s-a născut în 1976 în Botoșani. A învățat la liceul „A. T. Laurian” din Botoșani. Între anii 1996 - 1999 a urmat Institutul Pușkin la Moscova, Rusia, obținând o diplomă în rusă comercială. A absolvit în 1999 Academia de Studii Economice, Facultatea de Relații Economice Internaționale, diplomă în economie. În același an, 1999, a început un masterat la SNSPA București - master în Comunicare și Relații Publice - pe care nu l-a terminat.
Conform unui CV mai vechi, din 2012, doamna deputat ne spunea că ”2006-prezent - Universitatea Transilvania din Brașov, doctorand în Marketing Politic”. Această informație dispare din CV-uri mai recente începând cu 2016. Totodată, în Hotărarea Senatului nr.31/22.10.2014, în anexa 5, apare o aprobare de prelungire a stagiului doctoral cu 2 ani pentru doctoranzii înscriși în 2011 pentru Raluca Tatarcan, căsătorită Turcan, la profesorul Gabriel Brătucu. În fapt, și în 2006, Raluca Turcan se înscrisese tot la Gabriel Bratucu, la intervenția lui Theodor Stolojan, și datorită inactivității în 2010 a fost exmatriculată. Ambitioasă cum este, se reînscrie, în 2011, nu își realizează programul de pregatire doctorală, în primii 3 ani, și solicită o nouă prelungire pe care o obține, dar în zadar. În 2016, în contextul multiplelor discuții privind plagiatul, inclusiv al colegului de partid, Vasile Blaga, se retrage de la studii doctorale. A urmat, între 4 și 22 aprilie 2011, cursul postuniversitar de perfecționare în domeniul securității și apărării naționale: Securitate și Bună Guvernare, din cadrul Universității Naționale de Apărare „Carol I”, Colegiul Național de Apărare.

### Activitate profesională și politică
Economist și specialist în comunicare și relații publice, a contribuit la creșterea PNL-ului, făcând parte din echipa lui Theodor Stolojan, în perioada în care acesta a ocupat funcția de Președinte al Partidului Național Liberal.
Este membru fondator al Partidului Liberal Democrat (PLD). După unirea Partidului Democrat cu Partidul Liberal Democrat, prin absorbția celui din urmă, Raluca Turcan a ocupat în noul partid format (PD-L) funcția de vicepreședinte.
Raluca Turcan a candidat din partea PD-L la alegerile parlamentare din 30 noiembrie 2008 pentru un post de deputat în orașul Sibiu (colegiul 2) și a câștigat cu aproximativ 47% (ca. 11.900 de voturi) un nou mandat.
Ea a fost președintele interimar al PNL din 21 decembrie 2016, în urma demisiei Alinei Gorghiu, până pe 17 iunie 2017.
Din 14 noiembrie 2019 până în 23 decembrie 2020, Raluca Turcan a fost vicepremier al ambelor guverne Ludovic Orban și al guvernului Florin Cîțu. A fost de asemenea Ministrul muncii și protecției sociale în perioada 23 decembrie 2020 - 25 noiembrie 2021 în guvernul Florin Cîțu. În iunie 2023 a devenit Ministrul culturii.

### Viață personală
Este căsătorită cu Valeriu Turcan și are un copil.